# Leutra (Jena)

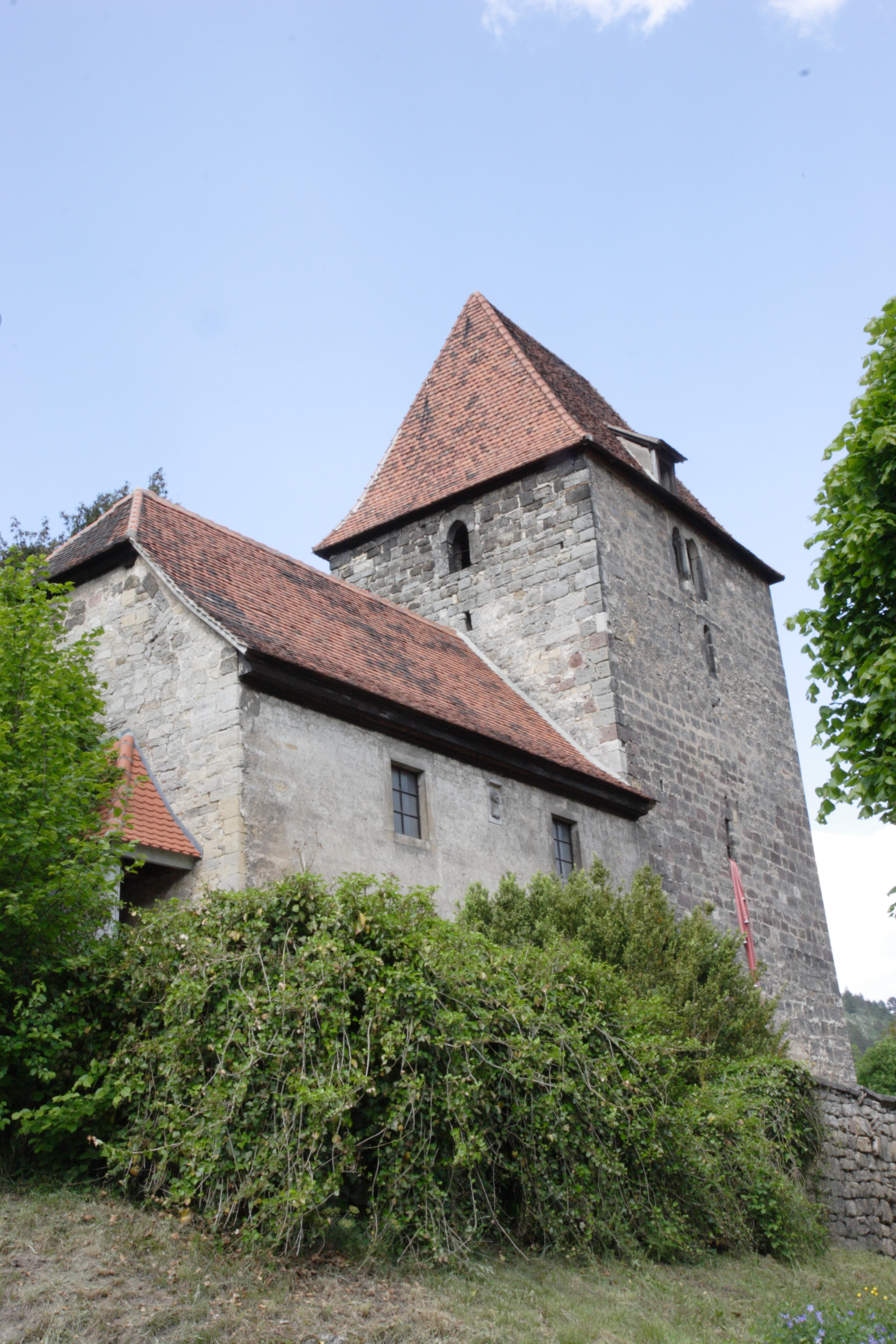
Die Wehrkirche St. Nikolaus

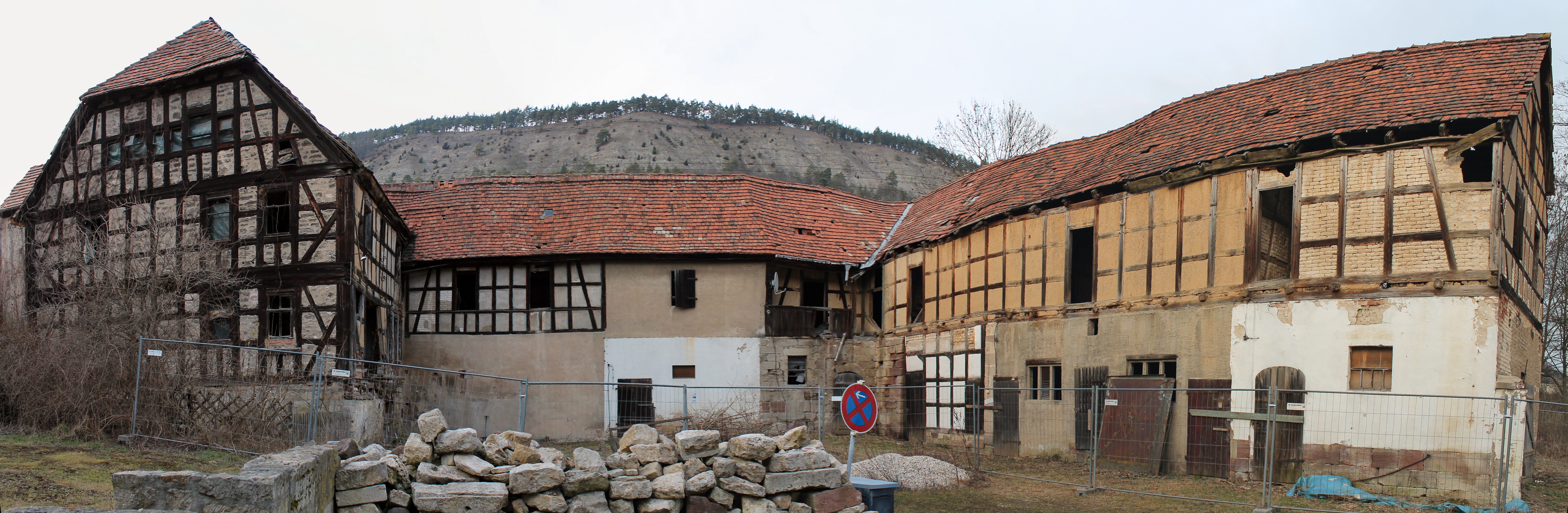
Obermühle Leutra

Leutra ist ein Stadtteil der Universitätsstadt Jena in Thüringen, südlich der Bundesautobahn 4 gelegen.

## Geographie
Leutra liegt in unmittelbarer Nähe des Naturschutzgebiets Leutratal und der Bundesautobahn 4, die es von Jena trennt.
Mit dem Bau des Jagdbergtunnels und dem Rückbau des bisherigen Streckenabschnitts der Autobahn grenzt deren Verlauf seit 2014 nicht mehr unmittelbar am Ort an, und das Gebiet, insbesondere die Flora und Fauna des Leutratals, wurden entlastet. Seit 2016 wurde die ehemalige Trasse renaturiert.

## Geschichte
Die erste urkundliche Erwähnung findet der Ort im Jahr 1348. Der Name Leutra leitet sich vom gleichnamigen Bach ab, der durch das Leutratal fließt und Bachforellen beheimatet. Das Wort Leutra leitet sich vom mittelhochdeutschen Liudraha (reines Wasser) ab.
Im 14. Jahrhundert kamen beide Leutra (Unterleutra und Oberleutra) unter die wettinische Amtsverwaltung. Sie gehörten zum Amt Burgau. Die älteste Überlieferung von Hofbesitzern stammt aus der Zeit von 1421–1425. Am 29. Mai 1613 wurde das Leutratal nach einem großen Unwetter, der sogenannten Thüringer Sintflut, Opfer einer gewaltigen Überschwemmung, die nur wenige Einwohner überlebten. Im Juni 1937 stießen Bauarbeiter bei Erdarbeiten für die Reichsautobahn auf bauliche Reste eines Bauernhauses der mittelalterlichen Wüstung Niederleutra, das im Rahmen einer Rettungsgrabung durch Mitarbeiter der Universität Jena wissenschaftlich dokumentiert werden konnte. Das Fundspektrum datiert das Gebäude in das 14. bis 16. Jahrhundert.
Im Juli 1968 wurde Leutra nach Maua und schließlich im April 1994 nach Jena eingemeindet.

## Politik
Ortsbürgermeister ist Jörg Rosenberger. Bei den Ortsbürgermeisterwahlen 2009 konnte der parteilose Rechtsanwalt sich mit 89,9 % der gültigen Stimmen gegen fünf Gegenkandidaten durchsetzen, 2004 hatte er 67,0 % der Stimmen erhalten.
Er löste den damaligen Ortsbürgermeister Benno Raddatz (CDU) ab, der zuletzt 1999 mit 84,7 % der gültigen Stimmen gewählt worden war.

## Wappen
Das Wappen von Leutra zeigt drei übereinander angeordnete Wellenlinien und eine Bachforelle, das Wahrzeichen von Leutra, auf blauem Grund.

## Kultur und Sehenswürdigkeiten

### Bauwerke
Die Wehrkirche St. Nikolaus wurde um 1250 im romanisch-frühgotischen Stil erbaut und ist eine der ältesten noch erhaltenen Kirchen Thüringens. Trotz mehrerer umfangreicher Umbauten, vor allem gegen Ende des 18. Jahrhunderts, blieben wichtige architektonische Merkmale des ursprünglichen Baus erhalten, so die Schallarkaden im Turm, eine Dämonenfigur zur Abwehr des Bösen an der Südseite des Langhauses sowie das Elfpassfenster an der Ostseite des Turms. Dieses auch als „Rose von Leutra“ bekannte Fenster steht symbolisch für die verbliebenen elf Jünger Jesu am Ostermorgen und ist in dieser Form einmalig im deutschsprachigen Raum.

### Naturdenkmäler
Das Dorf liegt neben dem 118 Hektar großen Naturschutzgebiet Leutratal, das eine Vielzahl heimischer Orchideen beherbergt. Das Gebiet steht seit 1937 unter Naturschutz. Aufgrund des Naturschutzgebiets hat auch der Naturschutzbund (NABU) Thüringen seinen Sitz in Leutra.

### Regelmäßige Veranstaltungen
Jährlich findet ein Maifest im Ortszentrum statt. Seiner Verantwortung gegenüber dem Naturschutzgebiet trägt der Ortsteil durch das traditionelle Orchideenfest Rechnung, dem sich Orchideenführungen durch den NABU anschließen.

### Kulinarische Spezialitäten
Über seine Grenzen hinaus bekannt sind Forellengerichte in Leutra. Außerdem sind thüringische Spezialitäten zu finden, wie Grüne Klöße und Thüringer Würstchen.

## Wirtschaft und Infrastruktur
Die in Leutra angesiedelte Wirtschaft besteht hauptsächlich aus Tourismus. So finden sich Pensionen und Gaststätten. Des Weiteren bieten der NABU Thüringen und eine Marketingagentur Arbeitsplätze. Viele erwerbstätige Einwohner arbeiten in Jena.
Leutra verfügt über eine eigene Freiwillige Feuerwehr mit 30 Mitgliedern, davon 12 Aktiven. Sie wurde 1860 gegründet, als Feuerwehrhaus diente damals eine Feldscheune, heute eine Fertiggarage am selben Ort. Die Ausstattung der Feuerwehr beschränkt sich auf einen Tragkraftspritzenanhänger (Bj. 1964) und einen Schlauchwagen (Bj. 1911), als Zugmittel dienen Traktoren einzelner Feuerwehrmitglieder. 2014 wurde mit dem Bau eines neuen Feuerwehrhauses mit Garage und Versammlungsraum sowie Büro für den Bürgermeister begonnen. Am 5. Juni 2015 wurde das Gebäude eingeweiht.
Die Anbindung an den ÖPNV ist durch eine Bushaltestelle im Ortskern (Leutra Wendeschleife) und eine außerhalb des Orts (Leutra Untermühle) gegeben. Die Haltestellen werden stündlich vom Rufbus der Linie 18 sowie mehreren Regionalbuslinien angefahren.